# Saint-Nizier-d'Azergues
Saint-Nizier-d'Azergues è un comune francese di 713 abitanti situato nel dipartimento del Rodano della regione Alvernia-Rodano-Alpi.
Come si evince dal nome, il suo territorio è bagnato dalle acque del fiume Azergues.

## Società

### Evoluzione demografica
Abitanti censiti